# ウィリー・アンダーソン (ゴルファー)
ウィリアム・ロー・アンダーソン（William Law Anderson、1879年10月21日 - 1910年10月25日）は米国に移住したスコットランド人ゴルファー。全米オープンに3連続優勝を含んで都合4回優勝（1901、1903 - 1905年）した。全米オープンに4回優勝したのはアンダーソン（初）のほかにはボビー・ジョーンズ、ベン・ホーガン、ジャック・ニクラスの3人のみであり、3連続優勝したのはアンダーソンのほかにはいない。世界ゴルフ殿堂のメンバーである。

## 若年期
スコットランド イーストロージアンのノースベリックに生まれ、また、ノースベリックの公立学校に学び、11歳の時にノースベリックゴルフクラブのウェストリンクス (West Links) コースのキャディーライセンスを取得した。学校を出た後はガレイン (Gullane) のゴルフクラブ製造者アレックス・エイトケン (Alex Aitken) に弟子入りした。
1896年3月に父トーマスと弟トムとともにグラスゴーからS.S.ポセイドン号に乗ってニューヨークのエリス島に上陸し、米国に移住した。18歳だった。移住の翌年、全米オープンに出場し、1打差の2位でフィニッシュした。この大会ではジョー・ロイド (Joe Lloyd) が最終ホールでイーグルを決めて優勝した。

## ゴルフのキャリア
全米オープンチャンピオンになる以前の成績としては、1899年の南カリフォルニアオープンの優勝が挙げられる。この大会を含め14回連続でオープン競技に出場し、優勝4回、2位1回、3位1回、4位2回、5位3回、11位2回、15位1回という成績を残している。1902年にラバー製コアを持つボールが登場したが、彼はそれ以前のガッタパーチャボールでもラバーコアのいずれのボールでも優勝している。100年以上にわたり開催し続けられ、全米で2番目に歴史があるとされるウェスタンオープンにも1902年、1904年、1908年、1909年の4大会で優勝した。ゴルフ史家の一部は、このアンダーソンが優勝した時期のウェスタンオープンをメジャー大会に分類している。

プレッシャー下では集中力が一層高まり、すべてのクラブで正確なショットを放ち敵なしの状態となったが、競争相手として相手からは高く尊敬された。14年間で10のクラブのプロを務めて生計を立てた。1901年から1906年にかけてはニューヨーク州ライのアパワミスクラブをホームコースだと公表していた。トーナメント出場のほかに数々のエキジビションマッチを行い収入を得ていた。

## 死と遺産
ペンシルベニア州フィラデルフィアのチェストナットで、公式にはてんかんにより死去、31歳だった。死の数日前までペンシルベニアで競技プレーをしていた。だがゴルフ史家のロバート・サマーズは1995年の著作で「酒に飲まれて死んだ」と書いている。フィラデルフィアのアイビーヒル墓所に埋葬されている。
アンダーソンはPGA殿堂の創設時メンバーであり、1975年に世界ゴルフ殿堂入りした。

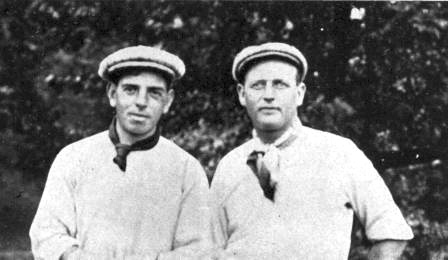
ウィリー・アンダーソン（左）とアレックス・スミス、1901年全米オープンにプレーオフで勝利した

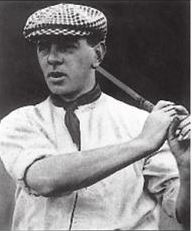
ウィリー・アンダーソン、1905年頃

## メジャー選手権

### 優勝（4）
| 年     | 大会名            | 54ホール終了時 | 優勝スコア        | 2位との差   | 準優勝                     |
| ------ | ----------------- | -------------- | ----------------- | ----------- | -------------------------- |
| 1901   | 全米オープン      | 1打ビハインド  | 84-83-83-81 = 331 | プレーオフ1 | </img>アレックス・スミス   |
| 1903年 | 全米オープン（2） | 6打リード      | 73-76-76-82 = 307 | プレーオフ2 | </img>デビッド・ブラウン   |
| 1904年 | 全米オープン（3） | 2打ビハインド  | 75-78-78-72 = 303 | 5打         | </img>ギルバート・ニコルズ |
| 1905年 | 全米オープン（4） | 1打ビハインド  | 81-80-76-77 = 314 | 2打         | </img>アレックス・スミス   |

1 18ホールプレーオフでアレックス・スミスを破った：アンダーソン（85）、スミス（86)
2 18ホールプレーオフでデビッド・ブラウンを破った：アンダーソン（82）、ブラウン（84）

### タイムライン
アンダーソンはメジャー大会としては全米オープンのみに出場。
| 大会名       | 1897年 | 1898年 | 1899年 | 1900年 | 1901年 | 1902年 | 1903年 | 1904年 | 1905年 | 1906年 | 1907年 | 1908年 | 1909年 | 1910年 |
| ------------ | ------ | ------ | ------ | ------ | ------ | ------ | ------ | ------ | ------ | ------ | ------ | ------ | ------ | ------ |
| 全米オープン | 2      | 3      | 5      | T11    | 1      | T5     | 1      | 1      | 1      | 5      | 15     | 4      | T4     | 11     |

「T」はタイ順位を示す緑色背景は優勝、黄色背景はトップ10入賞。

## その他の勝利
（注：このリストは不完全である可能性がある）
- 1899年 南カリフォルニアオープン
- 1902年 ウエスタンオープン
- 1904年 ウエスタンオープン
- 1908年 ウエスタンオープン
- 1909年 ウエスタンオープン